# Razzaq Farhan
Razzaq Farhan Mussa, född 1 juli 1977 i Bagdad, är en irakisk före detta fotbollsspelare. För det irakiska landslaget har han gjort 60 landskamper och 24 mål, den första mot Libanon 1998. Han var med och spelade OS 2004, där han gjorde ett mål i semifinalen mot Paraguay.
På klubblagsnivå har Farhan spelat för bland annat al-Quwa al-Jawiya och Qatar SC.

## Meriter
al-Quwa al-Jawiya
- Irakiska Premier League: 1997
- Irakiska cupen: 1997

Riffa
- Bahrain Crown Prince Cup: 2005

al-Faisaly
- Jordanska cupen: 2008